# Saint-Georges-de-Reneins
Saint-Georges-de-Reneins este o comună în departamentul Rhône din sud-estul Franței. În 2009 avea o populație de 4.196 de locuitori.

## Evoluția populației
| An        | 1975  | 1982  | 1990  | 1999  | 2006  | 2009  |
| --------- | ----- | ----- | ----- | ----- | ----- | ----- |
| Populație | 2.982 | 3.189 | 3.509 | 3.832 | 4.104 | 4.196 |